# بابا علي
بابا علي هو المؤسس المشارك (مع مهدي أحمد) وصاحب بودكاست Ummahfilms وهي الشركة التي أنتجت سلسلة الويب «تذكير» و «اسأل بابا علي». كان يعمل في مجال تكنولوجيا المعلومات في ولاية كاليفورنيا وهو مسلم أمريكي يتخذ من الكوميديا طريقة لطرح قضايا المسلمين الاجتماعية ومشاكلهم المعقدة والبسيطة (يعتبره البعض من الدعاة الجدد)، كما يقوم بمحاولة توضيح معنى الإسلام الحقيقي لمن يراه مصدر للإرهاب. يجذب اسلوبه الكثير من الناس وذلك لأنه يستخدم الإنجليزية والكوميديا في ذلك.
يقال أنه من أصل إيراني وهو لأبوين غير مسلمين، أسلم في الولايات المتحدة بعد أن قام بدراسة جميع الأديان بحثاً عن الحقيقة على حد تعبيره، حيث وجده في الإسلام بعد حضورة لمحاضرة في إحدى الجمعيات الإسلامية في أمريكا. له شعبية كبيرة في الولايات المتحدة الأمريكية وتمت ترجمة حلقاته إلى عدة لغات أخرى فهو مقدم للمسلمين وغير المسلمين على حدِ سواء، صارت له في الآونة الأخيرة قاعدة جماهيرية كبيرة في العالم العربي ومتابعين ومعجبين كثر باسلوبة وطريقته التي تجمع بين المتعة
و العبرة في وقت واحد.
الحلقة الواحدة من بودكاست Ummahfilms تستغرق من الأربع إلى الثمان دقائق تقريباً، وبين الـ 10 إلى 30 ميجابايت يتحدث بابا علي باللغة الإنجليزية تتخللها بعض الكلمات العربية، وحتى الآن لم يبادر أحد بترجمة حلقات البودكاست للغة العربية.استحدث بابا علي لعبة أسماها كلمات وهو يعلن عنها في ذات البودكاست ويشرح طريقتها، ولعبة أخرى أسماها مكة إلى المدينة حول التداول والتفاوض التي يمكن أن تقوم به كل الأديان. كما أنه يملك الموقع الإلكتروني www.halfourdeen

## الموسم الأول
للـبودكاست حتى الآن خمسة مواسم، الموسم الأول يتكون من 10 حلقات:
- أمور مضحكة في يوم الجمعة
- العثور على زوجة عن طريق الإنترنت
- $25,000 زواج المسلمين
- المسلمين أثناء الطيران
- شخصيات المسلمين في العمل
- تشتت التركيز في الصلاة
- المسلمين الموسميين
- الثقافة مقابل الإسلام
- من خطف ديني؟
- كيف انتسبت إلى الإسلام؟

## الموسم الثاني
الموسم الثاني يتكون من 8 حلقات:
- هذا ليس حجاب
- رمضان يعود
- الناس المتعجرفين
- خصم في سبيل الله
- مفاوضات الأهل عند الزواج
- السعي لتحقيق النظافة
- شرطة الحرام
- لماذا الإسلام؟

## الموسم الثالث
الموسم الثالث يتكون من 8 حلقات:
- صديقة أخي
- فحص عشوائي
- المغتاب
- القلق والشيخوخة
- العنصرية والكبرياء
- الهروب من حفلات الأعياد
- نحن مجرد أصدقاء
- فن الشكوى

## الموسم الرابع
الموسم الرابع يتكون من 12 حلقة:
- سراب الزواج
- الصفح والنسيان
- مباشر وغير مباشر
- فهم الرجال
- فهم النساء
- اختلاف «نصف ديننا»
- لماذا تحب المرأة التسوق؟
- لماذا يشاهد الرجال الرياضة؟
- نظام النقاط النسائي
- الانجذاب الجسدي
- الحب والتقدير
- إضافة التوابل إلى المحادثة

## الموسم الخامس
الموسم الخامس إلي الآن يتكون من 4 حلقات:
- بعض المتدينين ليسوا متدينين جداً
- مسلمون متطرفون
- آباء ثقافيون
- ماذا سيقول الناس؟